# Atilio Stampone

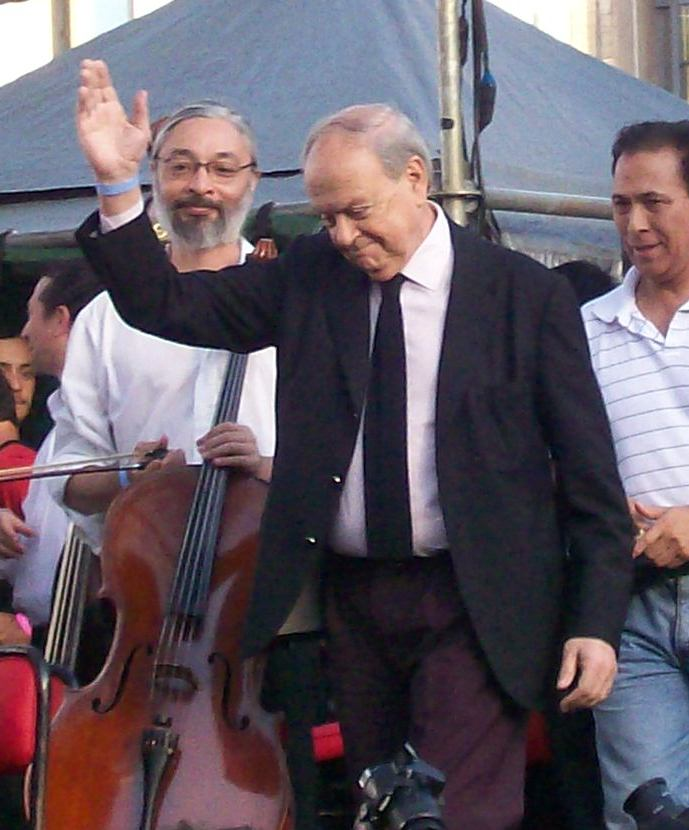
Atilio Stampone (2010)

Atilio Stampone (* 1. Juli 1926 in San Cristóbal, Buenos Aires; † 2. November 2022) war ein argentinischer Tangopianist und -komponist.

## Leben und Wirken
Stampone war Schüler von Pedro Rubione. Er sammelte erste Erfahrungen als Musiker im Orchester seines Bruders Giuseppe (Pepe el tano tanguero) und wurde dann Mitglied der Orchester von Roberto Dimas und Roberto Rufino. 1946 holte ihn Astor Piazzolla in sein Orchester, dem er bis zu dessen Auflösung 1948 angehörte. Seine nächsten Stationen waren die Orchester von Mariano Mores und Juan Carlos Cobián, bevor er 1950 nach Italien ging, um an der Accademia di Santa Cecilia bei Carlos Zecchi zu studieren.
Nach seiner Rückkehr nach Buenos Aires 1952 gründete er ein Orchester mit Leopoldo Federico, mit dem er eine LP mit Titeln wie Criolla linda (von Vicente Gorrese, Bernardo Germino und Luis Rubistein) und Tierrita (von Agustín Bardi und Jesús Fernández Blanco) aufnahm. Sänger der Aufnahmen war Antonio Rodríguez Lesende. 1955–1956 nahm er mehrere 78-rpm-Platten mit eigenem Orchester und dem Sänger Héctor Petray auf.
Als Mitglied von Piazzollas Octeto Buenos Aires wirkte er an zwei LPs (darunter Tango progresivo) mit. 1959 veröffentlichte er beim Label Mikrofón ein 45-rpm-Doppelalbum mit zwei Instrumental- und zwei Vokaltiteln mit dem Sänger Ricardo Ruiz. Er komponierte die Musik zu den Filmen Un guapo del 900 und La mano en la trampa von Leopoldo Torre Nilsson und gründete 1964 mit dem ehemaligen Fußballspieler Rinaldo Martino und dem Schauspieler Pedro Aleandro das Nachtcafé Caño 14, das zu einem legendären Zentrum des Tangos in Buenos Aires wurde.
Mit dem Album Concepto, das er Anfang der 1970er Jahre vorlegte, wandte sich Stampone dem Avantgarde-Tango zu. Die Musiker seines Orchesters waren hier die Geiger Eduardo Walczak und Tito Besprovan, der Bratschist Abraham Selenson, der Cellist Enrique Lanoo, der Bandoneonist Osvaldo Montes, der Gitarrist Rubén Ruiz und der Kontrabassist Omar Murtagh.

## Werke
- Afiches
- Con pan y cebolla
- De Homero a Homero
- Desencanto (Text von Homero Expósito)
- Aguatero
- Cadícamo (Text von Enrique Bugatti)
- Ciudadano
- Concertango
- El Nino
- El Tapir
- Fiesta de mi ciudad (Milonga, Text von Andrés Lizarraga)
- Fiesta y milonga (Milonga, Text von Eladia Blázquez)
- Impar
- Mi amigo Cholo (Text von Albino Gómez)
- Mocosa (Text von Andrés Lizarraga)
- Romance de tango
- Un guapo del novecientos

## Filmografie
als Protagonist:
- Gran Orquesta (2019)
- Café de los maestros (2008)
- Si sos brujo: una historia de tango (2005)
- Tango: A Spectacular Performance (2003) (Video)

Filmmusik:
- 1960: Der beste Mann (Un guapo del 900)
- 1961: Die Hand in der Falle (La mano en la trampa)
- 1962: El televisor
- 1962: El último piso
- 1962: El terrorista
- 1966: Todo sol es amargo
- 1974: Proceso a la infamia
- 1978: La rabona
- 1985: Die offizielle Geschichte (La historia oficial)
- 1989: Tango Bar